# Pinguicula filifolia
Pinguicula filifolia är en tätörtsväxtart som beskrevs av John Wright och August Heinrich Rudolf Grisebach. Pinguicula filifolia ingår i släktet tätörter, och familjen tätörtsväxter. Inga underarter finns listade i Catalogue of Life.

## Bildgalleri

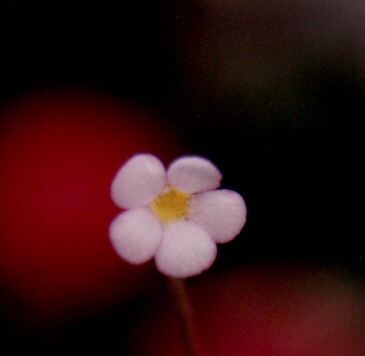
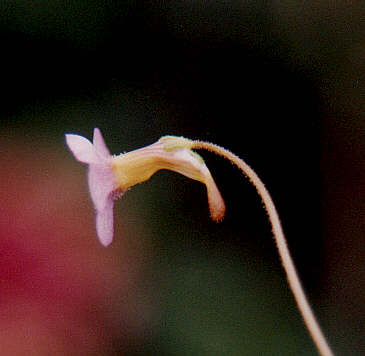